# Série A 1974/75
Die Saison 1974/75 war die 53. Spielzeit der Série A, der höchsten französischen Eishockeyspielklasse. Meister wurde zum insgesamt dritten Mal in der Vereinsgeschichte der Sporting Hockey Club Saint Gervais. 

## Meisterschaft
- 1. Platz: Sporting Hockey Club Saint Gervais
- 2. Platz: Ours de Villard-de-Lans
- 3. Platz: Gap Hockey Club
- 4. Platz: Chamonix Hockey Club
- 5. Platz: CSG Grenoble
- 6. Platz: Club des Sports de Megève
- 7. Platz: Viry-Châtillon Essonne Hockey
- 8. Platz: CPM Croix
- 9. Platz: Français Volants
- 10. Platz: Diables Rouges de Briançon